# Janez Zmazek - Žan
Janez Zmazek - Žan, slovenski kitarist in pevec zabavne glasbe, * 17. avgust 1952, Ljubljana, † 15. februar 2020.
Igral je pri skupini Buldožer in se je leta 1989 pridružil skupini Don Mentony Band. Istega leta je napisal priredbo skladbe Dannyja Flowersa Tulsa time, ki jo slovensko glasbeno občinstvo pozna pod imenom Dobra Mrha. Janez Zmazek je potem še dolga leta vodil to zasedbo in bil glavni avtor skladb. Vmes je kot tekstopisec in skladatelj pisal za druge glasbenike (npr. Rok'n'band, Tanjo Ribič, Janka Ropreta). Posvečal se je tudi samostojnim projektom in nastopom, navadno v sodelovanju z imeni, kot sta Janez Bončina (Benč) in Tomo Jurak. Svojo prvo samostojno ploščo Na drugi strani je izdal leta 1997. Leta 2007 je igral kot kitarist v progresivni rock skupini Buldožer.
Igral je kitare Fender Stratocaster, po letu 1993 Fender Telecaster, na koncu kariere pa Epiphone Casino.